# KV Turnhout
Koninklijke Voetbalvereniging (KV) Turnhout – belgijski klub piłkarski, grający w trzeciej lidze belgijskiej, mający siedzibę w mieście Turnhout.

## Historia
Klub został założony w 1912 roku jako Turnhout SVV. W 1921 roku klub zmienił nazwę na FC Turnhout. W 1931 roku FC Turnhout po raz pierwszy w swojej historii awansował do pierwszej ligi belgijskiej. Pobyt w pierwszej lidze trwał rok. W 1936 roku klub ponownie awansował do pierwszej ligi i znów grał w niej tylko przez rok. W 1952 roku zmienił nazwę na KFC Turnhout. W sezonie 1963/1964 ponownie grał w pierwszej lidze i po raz trzeci spędził w niej sezon. W 2002 roku zmieniono nazwę klubu na KV Turnhout.

## Historyczne nazwy
- 1912 – Turnhout SVV
- 1921 – FC Turnhout
- 1952 – KFC Turnhout
- 2002 – KV Turnhout

## Historia występów w pierwszej lidze
| Sezon     | Pozycja      | M  | Pkt. | Z | R  | P  | GZ | GS  |
| --------- | ------------ | -- | ---- | - | -- | -- | -- | --- |
| 1931/1932 | 14. (spadek) | 26 | 10   | 4 | 2  | 20 | 45 | 84  |
| 1936/1937 | 13. (spadek) | 26 | 9    | 2 | 5  | 19 | 33 | 103 |
| 1963/1964 | 14. (spadek) | 30 | 24   | 7 | 10 | 13 | 28 | 50  |

## Reprezentanci kraju grający w klubie
Stan na czerwiec 2015.
| - Eddy Bertels - Luc Beyens - François Janssens - Jean Piedfort - Julian Van Roosbroeck - René Verheyen - Bruno Versavel - Kenneth Cicilia - Daouda Diakité - Ousmane Sanou | - Kaj Poulsen - Nkatu Nkela - Mohamed Abdel-Wahed - Anthony Asamoah - Alsény Passy Keita - Mantas Kuklys - Harald Nickel - Foley Okenla - Mobi Oparaku - Jason de Jong - Hamad Ndikumana |